# 瑛茉Jasmine
近藤艾瑪（日语：／ Kondou Ema，1995年3月16日—），又名瑛茉Jasmine，本名近藤瑛茉，是出身於澳大利亞的日本女演員、模特兒。隸屬於Asia Promotion旗下。身高168公分。三圍：B81cm、W58cm、H83cm。血型是Ｏ型。母親是日本人、父親是澳大利亞人的混血兒歸國子女。在日本演藝界，以喜愛極度辛辣的食物而聞名。

## 經歷
2003年4月，開始作為天才兒童MAX中的TV戰士經常性參與演出。2003年4月，在新人介紹中以ナウシカ的「遠い日々」為背景音樂，穿著背後有妖精翅膀的粉紅色洋裝，騎著一輪車登場，甚至在編輯時背景，還添加了閃閃發亮的☆緩緩降下，因此主持人TIM的2個人表演了一段搞笑：「真是煩人啊！是妖精吧！一看就知道了吧！因為背後有翅膀啊！」以強硬的態度裝傻，Red吉田則吐槽：「你之前沒說你知道那是妖精啊」。2006年3月畢業。2005年，在紙飛機達陣賽中與高橋郁哉、藤田Ryan一起組成蒸氣騎士團トオボエ而活躍；附帶一提的是，藤田Ryan與近藤Emma同樣是屬於ジョビィキッズ。

## 個人生活
- 興趣是收集閃閃發亮的東西。
- 特技是一輪車的空中乘車倒退前進、橋牌、網球、占卜、按摩等等。
- 曾經用特技的占卜找到迷路哥哥的所在位置。也提過自己還具有其他超能力。
- 一直以來都是個受觀眾喜愛的野丫頭，也讓人有「近藤Emma真讓人畏懼啊」的強烈印象，但最近似乎變得像女孩子多了，但是不服輸的個性至今依然健在。
- 喜歡吃的東西是乳酪。2003年的TTK HEADLINE NEWS中報導過，她曾經任性的打開朋友家的冰箱，悄悄的一次吃掉12片乳酪。

## 演出作品

### 錄影帶
- こどもちゃれんじ ほっぷビデオ だいすき！うた・おどり（ベネッセ）2001

### 電影
- ローレライ（富士電視台、東寶）2005 パウラ幼少役

### 電視
- ティンティンTOWN!（日本電視台）2002準Regular
- 天才兒童MAX（NHK）2003～2005TV戰士Regular

### 廣告
- 洗濯乾燥機 白い約束（日立）2001～2002
- 国際ボランティア貯金（郵便貯金）

### 雜誌
- purepure ピュア☆ピュアVol.21（辰巳出版）2003 與櫻井結花對談

## 外部連結
- Ｊｏｂｂｙ Ｋｉｄｓ ジョビィキッズプロダクション （页面存档备份，存于）